# حزب الشعب الديمقراطي المسيحي (المجر)
حزب الشعب الديمقراطي المسيحي (بالمجرية: Kereszténydemokrata Néppárt، اختصاراً KDNP) حزب سياسي في المجر ذو اتجاه مسيحي ديمقراطي. حصل في انتخابات 2010 على 36 مقعداً في البرلمان ضمن ائتلاف مع حزب فيدس.

## التاريخ
تأسس الحزب في سنة 1944 من قبل رجال دولة ومثقفين ورجال دين كاثوليك، منبثقاً من الحركة الشعبية الاجتماعية الكاثوليكية، وهي منظمة مدنية، وانتخب إشتفان بارانكوفيتش الأمين الأول. ولم ينعم الحزب بالعمل الشرعي إلا بضعة أشهر، فبعد انتهاء الحرب لم ترخص السلطات التي سيطرت عليها القوى الشيوعية للحزب بالاشتراك في الانتخابات، وسجن الكثيرون من أفراده. بنهاية الحرب حدث انشقاق في الحزب بين الجناح الاشتراكي المسيحي بقيادة بارانكوفيتش والجناح اليميني الديني المحافظ. غير الجناح اليساري اسمه إلى حزب الشعب الديمقراطي، بينما الجناح اليميني أخذ اسم حزب الشعب الديمقراطي المسيحي الذي كان من المستحيل أن يحظى بشرعية في بلد يسود فيه التأثير السياسي السوفيتي.
في سنة 1949 طلب ماتياش راكوشي من بارانكوفيتش المساعدة في محاكمة الكاردينال ميندسينتي، فرفض وهرب إلى النمسا في سيارة دبلوماسية أمريكية. حذا بعض أعضاء الحزب حذوه، بينما سُجن آخرون في ظل الحكم الشيوعي.

## إعادة تأسيس الحزب
أعيد تأسيس الحزب باسمه الحالي في سنة 1989، وهناك جدل حول كون الحزب الحالي وريثاً للحزب السابق، مع أن بعض الأعضاء البارزين في الحزب السابق، مثل لاسلو فارغا، شاركوا في إحياء الحزب. كان للحزب مقاعد في البرلمان في فترة 1990–1998، ومنذ 1998 دخل الحزب في ائتلاف مع فيدس.
يترأس جولت شيميين الحزب منذ سنة 2007.